# Torre Orsaia
Torre Orsaia é uma comuna italiana da região da Campania, província de Salerno, com cerca de 2.394 habitantes. Estende-se por uma área de 23 km², tendo uma densidade populacional de 104 hab/km². Faz fronteira com Caselle in Pittari, Morigerati, Roccagloriosa, Rofrano, San Giovanni a Piro, Santa Marina.

## Demografia
| Variação demográfica do município entre 1861 e 2011                               |
|                                                                                   |
| Fonte: Istituto Nazionale di Statistica (ISTAT) - Elaboração gráfica da Wikipedia |